# Thời đại Viking

Các chuyến viễn chinh năm 789 (đường màu xanh): mô tả các chuyến viễn chinh của người Viking trên hầu hết khu vực châu Âu, Địa Trung Hải, vùng Bắc châu Phi, Tiểu Á, Vùng Bắc Cực và Bắc Mỹ

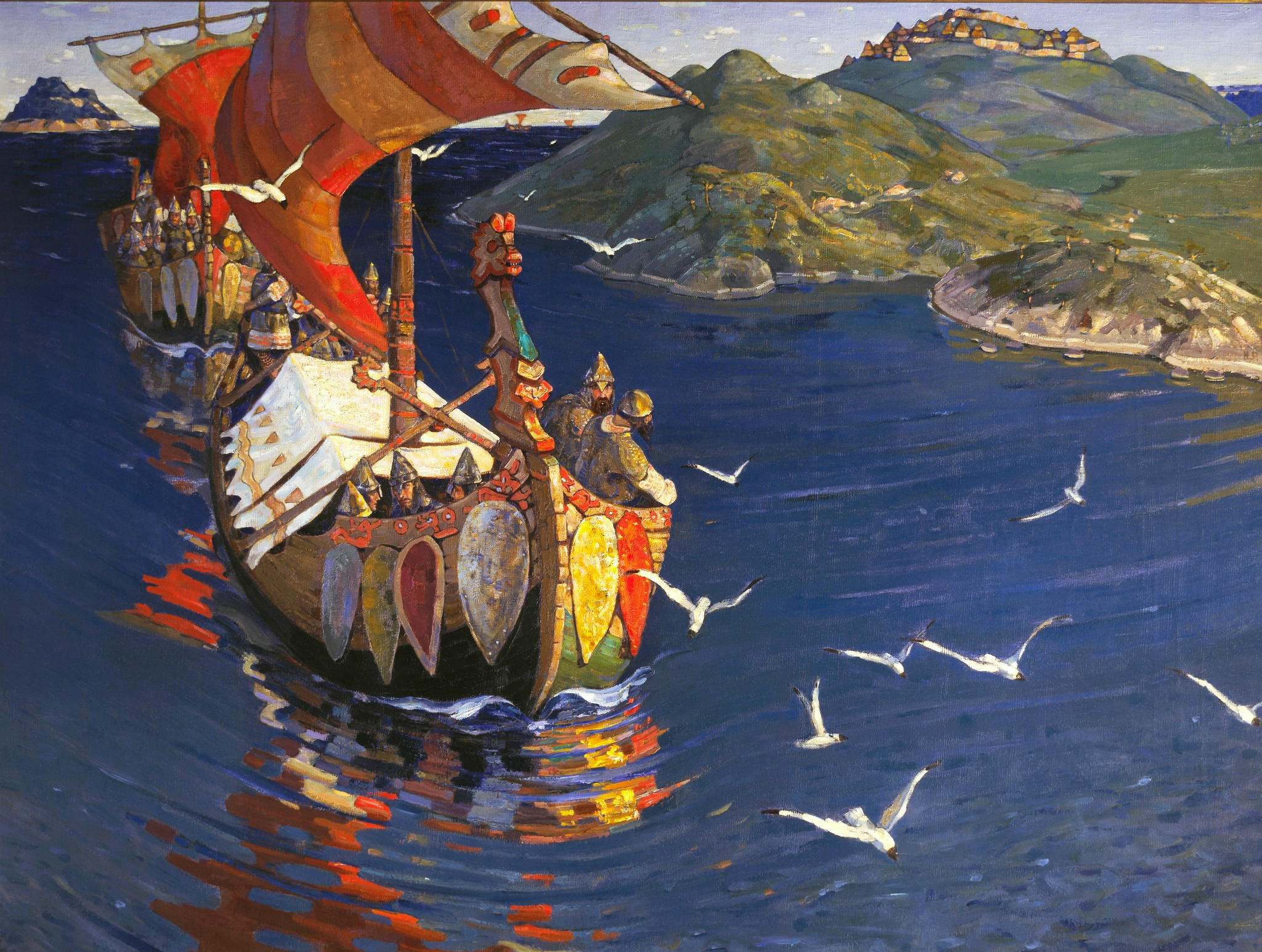
Người Viking qua tranh vẽ của Nicholas Roerich

Xem các nghĩa cùng tên tại bài Viking (định hướng)
Thời đại Viking là một thời đại trong lịch sử Bắc Âu từ khoảng năm 793 tới năm 1066. Thời này được biết đến do vô số chuyến viễn chinh cướp bóc của người Viking, theo sau là các cuộc chiếm đóng với quy mô lớn. Người Viking Đan Mạch đã tàn phá, cướp bóc nước Anh, Ireland và "vương quốc Francia"; trong khi người Viking Na Uy viễn hành tới Scotland, quần đảo Orkney, quần đảo Faroe, Iceland và đảo Greenland; người Viking Thụy Điển đi về phía đông, tới Nga và tới tận đế quốc Byzantin.
Trong thời đại này, các nhóm người Viking đã đi buôn bán, cướp phá phần lớn châu Âu, tây nam châu Á và khám phá vùng Bắc Đại Tây Dương, đông bắc châu Mỹ. Ngoài việc buôn bán và cướp phá, họ cũng đánh thuê, thu phục nô lệ và cũng góp phần vào việc phát triển chế độ phong kiến ở châu Âu.
Xã hội Viking trong thời đại này chưa hình thành quốc gia, mà chỉ là các đơn vị nhỏ dưới dạng thôn làng độc lập. Việc hình thành quốc gia ở Bắc Âu thuộc thời trung cổ.

## Đặc trưng
Một trong những sáng tạo lớn nhất trong thời này là kỹ thuật đóng tàu, thuyền. Các tàu buôn có khả năng vượt đại dương lẫn các chiến thuyền nhẹ và nhanh, di chuyển bằng buồm và các mái chèo và cũng có khả năng đi biển. Ngoài ra, theo nhiều nhà nghiên cứu thì yếu tố khí hậu tương đối ấm áp, dường như cũng giúp cho người Viking chiếm được các thuộc địa ở Đại Tây Dương.
Trong thời đại Viking, các nền văn hóa của nhiều vùng châu Âu cùng với Kitô giáo cũng tới Bắc Âu, đem lại nhiều thay đổi lớn lao trong xã hội Bắc Âu, và khi các nạn nhân của người Viking phòng vệ tốt hơn thì những chuyến viễn chinh của người Viking cũng mất dần.

## Niên đại
Mặc dù theo quyển Biên niên sử Anglo-Saxon thì trước đó người Viking đã tấn công đảo Portland (ở biển Manche) năm 787, nhưng theo truyền thuyết thì thời đại Viking bắt đầu từ năm 793 sau Công Nguyên, khi người Viking tới cướp phá tu viện trên đảo Lindisfarne, cũng gọi là đảo Thánh (Holy island) ở đông bắc Anh.
Cuối thế kỷ thứ 8, vua Charles đại đế (Charlemagne) trở thành người thống trị vương quốc Francia (cũng gọi là Frankia) và chinh phục các phần đất của người Sachsen ở phía bắc sông Elbe. Dân chúng vẫn nổi dậy, với sự trợ giúp của tổ tiên người Đan Mạch và trong khoảng từ năm 804 tới 810, Charles đại đế đã gặp khó khăn lớn với vua Đan Mạch Godfred khi Godfred phản công và chinh phục người Obotrites (cư ngụ ở vùng Mecklenburg, Bắc Đức hiện nay). Năm 810 Godfred dự tính lập một hạm đội lớn để tấn công chính "vương quốc Francia", nhưng bị một trong các cận thần giết chết. Trong 5 năm tiếp theo Đan Mạch bị nạn tranh quyền lẫn nhau, sau đó con của Godfred nắm được quyền hành.

## Người Viking tại Anh và Ireland

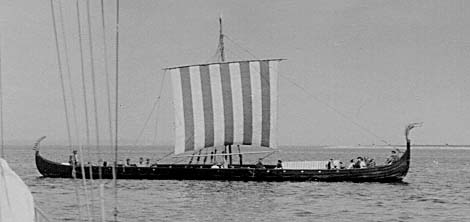
Một chiếc thuyền của người Viking

### Các chuyến đi đầu tiên
Khi người Viking tới cướp phá "đảo Lindisfarne", họ đã chiếm được nhiều của cải chiến lợi phẩm, nên đã nhòm ngó nước Anh. Nước này trước năm 760 bị chia thành nhiều vương quốc nhỏ, nhưng mọi sự đã thay đổi khi Offa lên làm vua Mercia năm 757. Trong thời gian dài nắm quyền, ông ta đã chinh phục phần lớn nước Anh, nên tới khi chết, thì ngoài Mercia, ông ta cũng làm vua vùng Kent, Sussex, Wessex và East Anglia. Sau khi Offa chết, các vua liên tục kế thừa nhau, nhưng đều yếu kém và không ai cai trị được lâu.
Sau cuộc tấn công đầu tiên vào "đảo Lindisfarne" năm 793, người Viking bắt đầu nhòm ngó các tu viện của Anh, thời đó có nhiều báu vật. Offa cũng là vị vua nước Anh đầu tiên đúc tiền bằng bạc mà người Viking cho là có giá trị lớn.

### Việc chinh phục và rút lui
Từ năm 793 tới khoảng năm 850, người Viking đã tấn công và chiếm đóng nước Anh. Năm 870 người Viking đã chiếm được East Anglia, Northumbria và Mercia. Vương quốc Wessex lúc bấy giờ do vị vua trẻ Alfred cai trị (sau này được gọi là Alfred đại đế). Lúc đầu, người Viking thắng và chiếm giữ phần lớn Wessex, nhưng dù bị áp lực lớn, Alfred cũng không đầu hàng. Cuối cùng ông ta thắng người Viking trong trận Cannington (nay là Edington ở Wiltshire), sau đó họ đi tới thỏa hiệp chia đôi nước Anh. Người Viking được phần gọi là Danelagen (tiếng Anh: Danelaw), nay là phía bắc và phía đông Anh, gồm East Anglia, Northumbria, ½ phía đông của Mercia và phần lớn Essex. Alfred chiếm ½ phía tây Mercia, Kent, Sussex, Wessex và Wales.
Dần dần người Viking tập họp thành các hạm đội lớn, chiếm giữ các căn cứ địa phương, từ đó có thể xuất phát cướp phá các vùng lân cận. Đôi lần các hạm đội này quá mạnh đến nỗi họ có thể đòi sự đóng góp của cải của dân chúng, cái mà họ gọi là Danegæld (món nợ người Đan), để thôi không bị cướp phá.
Người Viking cướp phá các tu viện ở vùng bờ biển phía tây Ireland năm 795. Trong vòng 40 năm họ đã liên tục cướp phá vùng bờ biển phía bắc và phía đông. Từ năm 840, họ đặt các căn cứ thường trực tại bờ biển Ireland. Năm 888, hạm đội Viking tiến vào sông Liffey ở phía đông Ireland, họ lập một căn cứ mà người Ireland gọi là Longphort, căn cứ này cuối cùng trở thành thành phố Dublin. Người Viking cũng đặt các căn cứ tại Cork, Limerick, Waterford và Wexford. Một trong các trận đánh lớn cuối cùng mà người Viking tham gia ở Ireland là trận Contarf ngày 23.4.1014, giúp vua vùng Leinster là Máel Morda mac Murchada, nhưng bị thất bại. Cuối cùng họ phải quay về Anh và Scotland.
Trong thế kỷ thứ 10, Đan Mạch trở thành một vương quốc với quyền lực trung ương mạnh. Vua Đan Mạch Svend Tveskæg (Svend râu ngạnh) chinh phục nước Anh năm 1013 và đặt nền móng cho một đế quốc ở vùng Bắc Hải gồm Đan Mạch, Anh, Na Uy và một phần Thụy Điển tồn tại tới khi người con của ông ta là Knud đại đế (Knud II, tiếng Anh là Canute the Great, khoảng 995 - 1035) kế nghiệp từ năm 1016 tới khi chết, năm 1035.
Năm 1066, nước Anh bị nhà quý tộc xứ Normandie là Wilhelm người chinh phục (William the Conqueror, cũng là hậu duệ người Viking Đan Mạch) xâm chiếm. Năm này - sau trận chiến Stamford Bridge ngày 25.9.1066 - kết thúc thời đại Viking.

### Ảnh hưởng của người Viking tại Anh và Ireland
Việc chiếm cứ nước Anh và Ireland đã để lại dấu ấn trên văn hóa của hai nước này. Dù người Viking định cư tại đây đã nhanh chóng đồng hóa với dân địa phương, họ cũng đã đem theo các bản sắc văn hóa của mình và ảnh hưởng của nó ngày nay vẫn có thể tìm thấy, ít nhất là trên phương diện ngôn ngữ. Nhiều từ ngữ tiếng Anh được phái sinh từ các từ cổ Bắc Âu, trong đó có thể thấy rõ ở các tên địa danh. Trên 15.000 địa danh gốc ngôn ngữ Scandinavian, đặc biệt ở Yorkshire và Lincolnshire. Ở York, thủ đô cũ của người Viking, nhiều đường phố tận cùng bằng  -gate (xuất xứ từ tiếng Đan gade = đường phố). Ở miền bắc Anh nhiều thành phố nhỏ và làng nông thôn có tên tận cùng bằng -dale, -ness, -beck, -thorpe, -toft vv..., riêng vĩ ngữ  -by có hơn 600 địa danh, vd. Grimsby, Naseby... Nhiều từ ngữ khác cũng có nguồn gốc từ tiếng Đan như skirt, sky, skin, score, landing, beck, fellow, birth, cake, fog, gasp, law, neck, sister, seat, smile, window...
Nhiều tên người có nguồn gốc từ tiếng Scandinavian như Crystal, David...

### Tại Tây Âu
Các cuộc viễn chinh cướp bóc của người Viking tới tận vùng Địa Trung Hải. Năm 808, vua Đan Mạch Godfred cướp phá thương trấn Reric của người Sachsen khiến vua Charlemagne vội vã động viên một lực lượng lớn để phản công, Godfred rút lui. Đến năm 810 Godfred lại gửi 200 chiến thuyền tới cướp phá vùng Friesland (nay thuộc Hà Lan), sau đó Godfred bị thủ hạ giết, Hemming người kế vị liền ký hòa ước với Charlemage và rút quân về. Năm 845,  người Francs tìm cách dụ người "Obotrites" về phe mình, vua Đan Mạch Horik đáp lại bằng cách thiêu hủy thành phố Hamburg và sai Regnar Lodbrog đem một đội quân khoảng 5.000 người theo sông Seine, tiến vào cướp phá Paris. Trong thập niên 860, họ lại cướp phá 3 lần nữa. Ngày 25.7.864 Charles II hỗn danh Charles đầu hói được coi là vua Pháp đầu tiên, đã phải ban hành chỉ dụ ở Pistres (Edict of Pistres) cho xây một cầu thấp tại đây (nay là Pitres) và hai cái tại Paris (ile de la Cité) để phòng thủ, không cho chiến thuyền của người Viking đi qua. Năm 885 Sigfred, lãnh tụ người Viking Đan Mạch đòi Charles nộp cống vật nhưng bị từ chối, Sigfred liền dẫn 700 chiến thuyền chở hơn 30.000 người tiến theo sông Seine tới vây hãm Paris trong 11 tháng và đánh phá các vùng lân cận, nhưng không chiếm được Paris và rốt cuộc phải rút lui. Năm 911, tù trưởng Viking là Rollo tới cướp phá tàn bạo đến nỗi vua Charles III phải nhượng khu vực quanh cửa sông Seine (sau này là vùng Normandie) cho ông ta, Rollo cải theo đạo Công giáo, hứa chống lại các người Viking khác và lập thủ phủ ở Rouen. Những người kế nghiệp Rollo mở rộng bờ cõi lớn gấp đôi. Năm 1050, người Viking định cư tại Normandie là Roger đem quân xuống miền Nam Ý và đảo Sicilia đánh thắng người Hồi giáo và lên làm vua vùng này. Năm 1066, Wilhelm người chinh phục (William the Conqueror, hậu duệ người Viking Đan Mạch) từ Normandie đem quân sang Anh đánh bại vua Anh Harold Godwinson tức Harold II và lên làm vua nước Anh. Năm này kết thúc thời đại Viking.

### Tại Bắc Đại tây dương và đông bắc châu Mỹ
Người Viking Na Uy tiến về phía tây bắc, họ đã phát hiện và chiếm các quần đảo Shetland, Orkney, quần đảo Faroe, đảo Iceland và đảo Greenland
Khoảng năm 986 Bjarni Herjólfsson phát hiện ra Bắc Mỹ và Leif Ericson (970 - 1020) đã đổ bộ vào một địa điểm ở Bắc Mỹ mà ông ta gọi là Vinland (vùng đất trồng nho), nay là l'Anse aux Meadows, chỏm cực bắc đảo Newfoundland (Canada)

### Tại đông và nam châu Âu
Người Viking Thụy Điển (tiếng Thụy Điển là Varjag, tiếng Nga là Varyag) đã tiến sang phía Đông rồi phía Nam, xuyên qua khu vực nay là nước Nga và Ukraina ở thế kỷ thứ 9 và thứ 10, chủ yếu là buôn bán và đánh thuê. Họ đã đi qua hệ thống sông vùng Gardanki, tới biển Caspi và Constantinople. Họ định cư tại Aldeigja gần hồ Ladoga trong thập niên 750.
Từ năm 839, các người Varjag đã làm lính đánh thuê, phục vụ đế quốc Byzantin, nhất là vua Na Uy Harald Hardrada (Harald II Sigurdsson 1015 - 1066) đã chiến đấu tại Bắc Phi, Jerusalem và nhiều nơi khác ở Trung Đông.
Năm 862 các bộ tộc Fennic và người Slav nổi lên chống lại người Varjag, đuổi họ trở về vùng Scandinavia, nhưng sau đó 2 bộ tộc này lại xung đột với nhau và họ phải mời người Varjag trở lại để hòa giải và lập lại trật tự. Người Varjag do Rurik và hai người em Truvor và Sineus đến đóng quân tại Holmgard gần Novgorod (Nga). Thế kỷ thứ 9, các người Viking Thụy Điển mở đường buôn bán dọc sông Volga, nối miền bắc Nga với vùng Trung Đông.
Năm 882, Oleg Helge (biệt danh Oleg Novgorod) - người kế vị Rurik - đã chiếm Kiev và lập ra vương quốc Kiev.
Triều đại Rurik thống trị phần lớn nước Nga gần 750 năm, từ năm 862 tới năm 1598.